# Кальсада-де-Калатрава
Кальсада-де-Калатрава (ісп. Calzada de Calatrava) — муніципалітет в Іспанії, у складі автономної спільноти Кастилія-Ла-Манча, у провінції Сьюдад-Реаль. Населення — 4458 осіб (2010).
Муніципалітет розташований на відстані близько 190 км на південь від Мадрида, 33 км на південний схід від Сьюдад-Реаля.
На території муніципалітету розташовані такі населені пункти: (дані про населення за 2010 рік)
- Кальсада-де-Калатрава: 4343 особи
- Уертесуелас: 112 осіб
- Лос-Міронес: 3 особи

## Демографія
Динаміка населення (INE ):